# Ptericoptus similis
Ptericoptus similis là một loài bọ cánh cứng trong họ Cerambycidae.